# Tłuszcz
Tłuszcz este un oraș în Polonia.